# Cor van der Gijp
Cor van der Gijp (Dordrecht, 1931. augusztus 1. – 2022. november 12.) válogatott holland labdarúgó, csatár, edző.

## Pályafutása

### Klubcsapatban
Az SC Emma korosztályos csapatában kezdte a labdarúgást, ahol 1949-ben mutatkozott be az első csapatban. 1955 és 1964 között a Feyenoord labdarúgója volt, ahol két bajnoki címet szerzett az együttessel. 1964 és 1967 között a Blauw-Wit játékosa volt.

### A válogatottban
1954 és 1961 között 13 alkalommal szerepelt a holland válogatottban és hat gólt szerzett. Tagja volt az 1952-es helsinki olimpián részt vevő csapatnak, amely a selejtező körben kiesett Brazília ellen.

### Edzőként
1971–72-ben az RVVH, 1972 és 1974 között a Veendam vezetőedzőjeként tevékenykedett.

## Sikerei, díjai
Feyenoord
- Holland bajnokság
  - bajnok (2): 1960–61, 1961–62